# Karl Friedrich Reiche
Karl Friedrich Reiche (Dresda, 31 ottobre 1860 – Monaco di Baviera, 26 febbraio 1929) è stato un botanico tedesco.

## Biografia

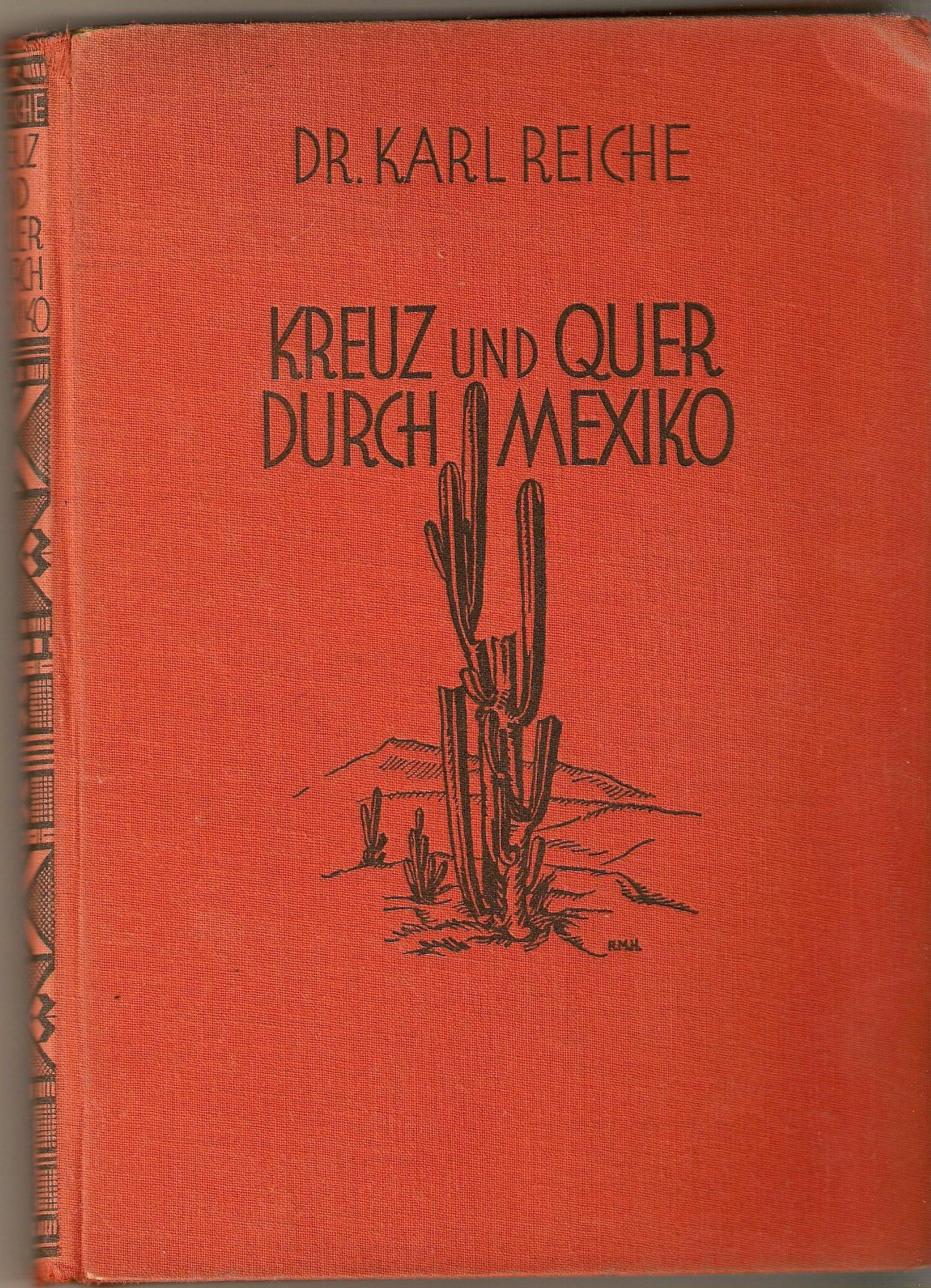
Kreuz und Quer durch Mexico

Studiò filosofia all'Università di Lipsia dove ottenne il dottorato nel 1885. Fu professore a Dresda dal 1886 al 1889 e in seguito a Constitución, in Cile; lì è conosciuto anche con il nome di Carlos Reiche. Fu direttore della sezione di botanica del Museo Nazionale di Storia Naturale di Santiago del Cile dal 1896 al 1911, quando era direttore dell'istituto Rodolfo Amando Philippi. In quegli anni pubblica gli Annali dell'Università del Cile e sei volumi intitolati Studi critici della flora cilena, opera rimasta incompleta. Anche se viene considerato l'unico autore di quest'opera è probabile che collaborarono alla stesura F. Philippi e  F. Johow. Nel 1911 lascia il suo incarico al museo diventando professore di botanica presso la Scuola di Alti Studi del Messico fino al 1923. Sempre nel 1911 viene nominato membro corrispondente della Società Tedesca di Botanica (Deutsche Botanische Gesellschaft). A partire dal 1924 si trasferisce a Monaco dove lavora come ricercatore indipendente nella Botanische Staatssammlung. Nel 1926 torna in Messico per completare la sua opera sulla flora cilena. Successivamente torna in Germania dove dal 1928 dirige una sezione dell'Erbario Statale di Monaco. 

## Opere
- Grundzüge der Pflanzenverbreitung in Chile. Tomo VIII Engler y Drude Vegetation der Erde. (Reiche K. 1937. Geografía Botánica de Chile. Traducido por Gualterio Looser, Santiago, Chile. Universitaria).
- Estudios críticos de la Flora de Chile. Anales de Universidad de Chile. Disponibile online http://www.efloras.org/